# Győri Péter (színművész)
Győri Péter (Győr, 1963. március 16. –) magyar színész, a Soproni Petőfi Színház örökös tagja.

## Életpályája
Győrben érettségizett 1981-ben. Vegyésznek készült, majd 1982-ben felvették a Színház- és Filmművészeti Főiskola színész szakára, ahol 1986-ban végzett. Pályafutását a József Attila Színházban kezdte, ahonnan 1989-ben átszerződött a Thália (későbbi nevén Arizona) színházba. 1992-ben a Soproni Petőfi Színház tagja lett. 2002-től szabadfoglalkozású színészként önálló produkciókban lépett fel, koreografált és díszletet tervezett. 2005-2007 között a Turay Ida Színház, 2007-2012 között a soproni Petőfi Színház tagja volt. 2012-től ismét a Turay Ida Színház színésze. Rendezéssel, zeneszerzéssel és írással is foglalkozik, három mesejátékát a Turay Ida Színház is bemutatta.

## Színházi szerepeiből
A Színházi adattárban regisztrált bemutatóinak száma 89; ugyanitt két színházi felvételen is látható.
- Mitch Leight – Joe Darion – Dale Wasserman: La Mancha lovagja – Don Quijote
- Katona József: Bánk bán – Biberach
- Kálmán Imre: Marica grófnő – Zsupán Kálmán
- John Kander – Fred Ebb – Bob Fosse: Chicago – Amos Hart
- Huszka Jenő: Bob herceg – Plumpudding
- Presser Gábor – Sztevanovity Dusán: A padlás – Herceg
- Hunyady Sándor – Topolcsányi Laura: A vöröslámpás ház – Képviselő
- Szirmai Albert – Bakonyi Károly – Gábor Andor: Mágnás Miska –  Pixi; Mixi
- Ken Kesey – Dale Wasserman: Kakukkfészek – Cheswick
- Jacques Deval – Nádas Gábor – Szenes Iván: A Potyautas – Ogden
- Munkácsi Miklós: Mindhalálig Beatles – Gyugyu
- Carlo Goldoni: Mirandolina – Forlipopoli őrgróf
- Müller Péter – Seress Rezső: Szomorú vasárnap – Jani pincér
- Molnár Ferenc: A doktor úr – Igazgató
- Agatha Christie: Egérfogó – Christopher Wren
- Bohumil Hrabal: Sörgyári Capriccio – Francin
- Ben Jonson: Volpone – Voltore
- Friedrich Schiller: Ármány és szerelem – von Kalb
- Tamási Áron: Énekes madár – Préda Máté
- Shakespeare: Sok hűhó semmiért – Lasponya
- Michael Stuart – Thornton Wilder: Hello, Dolly! – Horace Vandergelder
- Lara De Mare: Égben maradt repülő – Lucien Roupp / Apa / Leplée / Noli
- Rideg Sándor: Indul a bakterház – Pista csendőr
- Kiss József: Az angyalok nem sírnak – Mayer Ernő, az ÁVH alezredese
- Topolcsányi Laura – Berkes Gábor: Bubamara – Zerge, tornatanár

## Bemutatott színpadi művei
- Győri Péter: Panka és a mumus
- Győri Péter: Zsiványok Betlehemben
- Győri Péter: Mátyás madara

## Színházi zenéi
- Topolcsányi Laura: Tündéria (Turay Ida Színház)
- A rátóti csikótojás (Turay Ida Színház)

## Szinkronszerepei
- Brandy és Mr. Bajusz: Gaspar Le Gecko, Melvin, Mr. Cantarious, Wolfie, The Vic, Arturo

## Rendezései
- Hans Christian Andersen – Tóth Alex – Pjotr Iljics Csajkovszkij: Ólomkatona
- Győri Péter: Panka és a Mumus
- Győri Péter: Zsiványok Betlehemben
- Győri Péter: Mátyás madara

## Filmjei

### Játékfilmek
- Emlékül Évának... (1988)
- Hajnali háztetők (1989)
- Kiáltás és kiáltás (1988)
- Buhera mátrix (2007)
- Tabló – Minden, ami egy nyomozás mögött van! (2008)

### Tévéfilmek
- Az öreg tekintetes (1987)
- Az angol királynő (1988)
- Csicsóka és a Moszkitók (1988)
- A megközelíthetetlen (1989)
- Hét akasztott (1989)
- Pénzt, de sokat (1991)
- Julianus barát 1-3. (1991)
- Família Kft. (1991-1993)
- Privát kopó (1992)
- Kisváros (1993-2001)
- Öregberény 1-22. (1993-1995)
- Ábel az országban (1994)
- Cadfael atya (1994)
- Magyarok Maradtunk! (2001)[4]
- Fekete krónika (2005)
- Barátok közt (2006)
- A merénylet (2018)

## Díjai, elismerései
- EMeRTon-díj (1993)
- Arany maszk díj (2008)
- Kabos Gyula díj (2009)
- Örökös tagság – Soproni Petőfi Színház (2011)
- Turay Ida-vándordíj (2018)

## Külső hivatkozások
- Győri Péter a PORT.hu-n (magyarul)
- Győri Péter az Internet Movie Database oldalon (angolul)